# Linkin Park and Friends: Celebrate Life in Honor of Chester Bennington
Linkin Park and Friends: Celebrate Life in Honor of Chester Bennington byl koncert americké rockové kapely Linkin Park, na kterém vzdala hold Chesteru Benningtonovi, který spáchal 20. července 2017 sebevraždu oběšením. Koncert se konal 27. října 2017 v Hollywood Bowl. Jednalo se o první a jediné živé vystoupení skupiny po Benningtonově smrti. Na koncertě vystoupili různí umělci, mimo jiné Blink-182; členové System of a Down, Korn, Avenged Sevenfold, Sum 41, Bring Me the Horizon, Civil Twilight, A Day to Remember, Yellowcard a Kiiara.

## Pozadí
Hned po skončení první části One More Light World Tour, kterým skupina Linkin Park propagovala své sedmé studiové album One More Light, byl 20. července 2017 zpěvák Chester Bennington nalezen oběšený. Jeho smrt vedla ke zrušení zbytku turné.
Dne 22. srpna Linkin Park oznámili, že plánují uspořádat v Los Angeles koncert na Benningtonovu počest. Později skupina potvrdila, že koncert se bude konat 27. října v Hollywood Bowl a vystoupí na něm řada kapel a hudebníků. Koncert byl oficiálně zcela vyprodán.
Celý koncert byl živě vysílán na YouTube kanálu skupiny.

## Interpreti

### Linkin Park
- Mike Shinoda – hlavní a doprovodné vokály, rapování, rytmická kytara, klávesy, klavír, syntezátory, samplery, baskytara ve skladbách „Shadow of the Day“ a „With Or Without You“, sólová kytara ve skladbě „Waiting for the End“
- Brad Delson – sólová kytara, doprovodné vokály, hlavní akustická kytara ve skladbě „Sharp Edges“, klávesy ve skladbě „Waiting for the End“, syntezátor ve skladbě „Burn It Down“
- Rob Bourdon – bicí
- Joe Hahn – gramofony, samplery, klávesy, syntezátory, doprovodné vokály
- Dave Farrell – basová kytara, doprovodné vokály, rytmická kytara ve skladbách „Shadow of the Day“, „With Or Without You“ a „Leave Out All the Rest“, rytmická akustická kytara ve skladbě „Sharp Edges“[6]

### Speciální hosté
- Jonathan Green – doplňková kytara ve skladbách „Shadow of the Day“, „Nobody Can Save Me“, „Battle Symphony“ a „Iridescent“; klávesy ve skladbách „Iridescent / The Messenger“, „Roads Untraveled“, „Papercut“ a „The Catalyst“; zpěv ve skladbách „Nobody Can Save Me“, „Battle Symphony“, „Iridescent“, „Iridescent / The Messenger“, „Roads Untraveled“ a „Papercut“
- Blink-182[7] – ve skladbách „What I've Done“ a „I Miss You“ (Mark Hoppus - baskytara a zpěv, Travis Barker - bicí, Matt Skiba - kytara a zpěv)
- Jonathan Davis[7] ze skupiny Korn – vokály v písni „One Step Closer“
- M. Shadows[7] ze skupiny Avenged Sevenfold – vokály v písních "Burn It Down" a "Faint"
- Synyster Gates[7] ze skupinyAvenged Sevenfold – další kytara na „Faint“
- Ryan Key[7] ze skupiny Yellowcard – zpěv ve skladbách „Shadow of the Day“ a „With or Without You“
- Oliver Sykes[8] ze skupiny Bring Me the Horizon – vokály v písni "Crawling"
- Kiiara[7] – vokály v písni "Heavy"
- Daron Malakian a Shavo Odadjian ze skupiny System of a Down – na „Rebellion“ (Daron Malakian – kytara a zpěv, Shavo Odadjian – basová kytara)
- Adrian Young, Tony Kanal a Tom Dumont ze skupiny No Doubt – na „Castle of Glass“ (Adrian Young – bicí, Tony Kanal – basová kytara, Tom Dumont – kytara)
- Zedd[9] – bicí na „Crawling“
- Ryan Shuck a Amir Derakh ze skupiny Dead by Sunrise – rytmická a sólová kytara (obě) v písni „One Step Closer“
- Julia Michaels – vokály v písni "Heavy"
- Machine Gun Kelly[10] – rap na „Papercut“
- Sydney Sierota ze skupiny Echosmith – zpěv na „Waiting for the End“
- Takahiro Moriuchi ze skupiny One OK Rock[11] – zpěv na "Somewhere I Belong"
- Gavin Rossdale ze skupiny Bush – zpěv na "Leave Out All the Rest"
- Alanis Morissette – zpěv na "Castle of Glass" and "Rest"
- Michael Farrell – klávesy na „Rest“
- Steve Aoki – samplery na „A Light That Never Comes“
- Bebe Rexha – zpěv na "A Light That Never Comes"
- Jeremy McKinnon ze skupiny A Day to Remember – zpěv na "A Place For My Head"
- Deryck Whibley ze skupiny Sum 41 – zpěv na "The Catalyst"
- Frank Zummo ze skupiny Sum 41 a Dead by Sunrise – bicí ve skladbách „Rebellion“ a „A Light That Never Comes“, perkuse ve skladbě „The Catalyst“
- Steven McKellar ze skupiny Civil Twilight – zpěv v písních „Nobody Can Save Me“ a „Waiting for the End“
- Ilsey Juber[12] – zpěv ve skladbách „Sharp Edges“ a „Talking to Myself“, rytmická kytara ve skladbě „Talking to Myself“

## Seznam skladeb

### Linkin Park
1. Medley: "Robot Boy" / "The Messenger" / "Iridescent"
2. "Roads Untraveled"
3. "Numb"
4. "Shadow of the Day" / "With or Without You" (U2 cover)
5. "Leave Out All the Rest"
6. "Somewhere I Belong"
7. "Castle of Glass"
8. "Rest"
9. "Nobody Can Save Me"
10. "Battle Symphony"
11. "Sharp Edges"
12. "Talking to Myself"
13. "Heavy"
14. "One More Light"
15. "Looking for an Answer"
16. "Waiting for the End"
17. "Crawling"
18. "Papercut"
19. "One Step Closer"
20. "A Place for My Head"
21. "Rebellion"
22. "The Catalyst"
23. "I Miss You"
24. "What I've Done"
25. "In the End"

### Encore
1. "Iridescent"
2. "New Divide"
3. "A Light That Never Comes"
4. "Burn It Down"
5. "Faint"
6. "Bleed It Out" / "The Messenger"[13]